# تحرير كنيسة السيانتولوجيا على ويكيبيديا

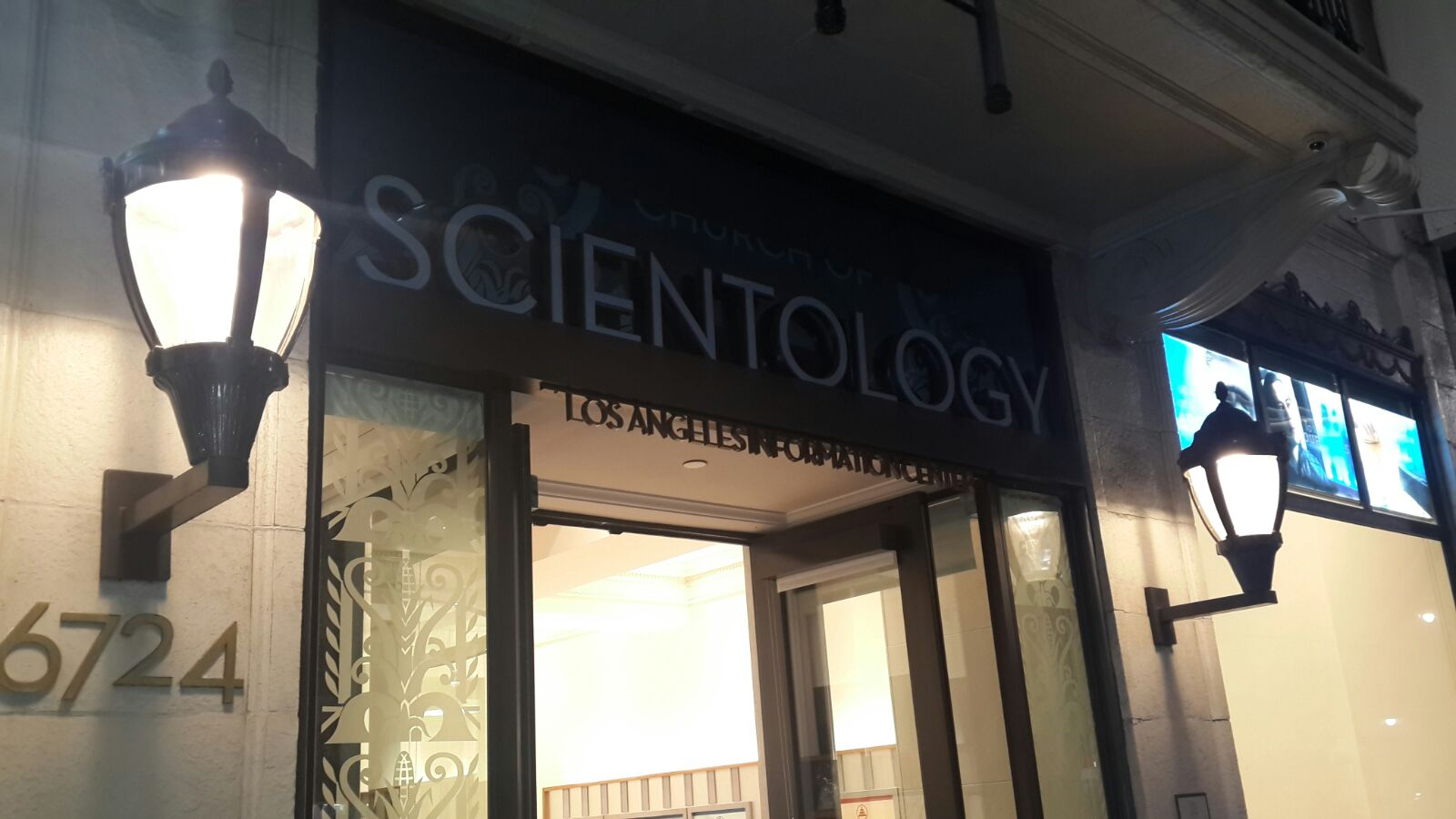

تحرير كنيسة السيانتولوجيا على ويكيبيديا، بالإنجليزية Church of Scientology editing on Wikipedia- أدت سلسلة من الحوادث في عام 2009م إلى منع الشبكات المملوكة لكنيسة السيانتولوجيا من إجراء تعديلات على مقالات ويكيبيديا المتعلقة بالسيانتولوجيا. كنيسة السيانتولوجيا، لها تاريخ مثير للجدل على الإنترنت منذ فترة طويلة، وقد بدأت حملات للتلاعب بالمواد وإزالة المعلومات التي تنتقد نفسها من الويب. منذ وقت مبكر من تاريخ ويكيبيديا، نشأ صراع بشأن تغطية الموقع لعلم السيانتولوجيا. بدأت النزاعات بشكل جدي في عام 2005م، عندما اختلف المستخدمون حول ما إذا كان ينبغي وصف السيانتولوجيا باعتبارها طائفة أو دينًا مسيئًا أم لا، واستمرت طوال العقد.
ويكي سكانر WikiScanner، هي قاعدة بيانات قابلة للبحث العام، تربط التعديلات مجهولة المصدر على ويكيبيديا بالمنظمات التي نشأت فيها هذه التعديلات على ما يبدو، والتي أعلنت على الملأ طبيعة التعديلات على ويكيبيديا، والتي كان من الممكن تعقبها مباشرة إلى أجهزة الكمبيوتر التي تسيطر عليها كنيسة السيانتولوجيا. وقد أفادت وكالات الأنباء أن التعديلات المرتبطة بكنيسة السيانتولوجيا تم إجراؤها، بهدف إزالة الانتقادات من المقالة الرئيسية عن السيانتولوجيا، ولتقليل أهمية الارتباطات بين السيانتولوجيا وشبكة الوعي بالطائفة الجديدة، وإضافة روابط إلى مجموعات تابعة للسيانتولوجيا مثل: لجنة المواطنين لحقوق الإنسان.
في يناير 2009م، تم رفع قضية تتعلق بعلم السيانتولوجيا أمام لجنة التحكيم التابعة لويكيبيديا. حيث قدم مسؤولو ويكيبيديا أدلة، أثناء القضية، على أن أجهزة الكمبيوتر التي تسيطر عليها كنيسة السيانتولوجيا تم استخدامها للترويج للمنظمة، باستخدام حسابات مستخدمين متعددة. وقد اعترف أحد المستخدمين، الذي يستخدم الاسم المستعار "COFS"، بهذا الأسلوب من التحرير، وذكر أن عمليات التحرير من أجهزة كمبيوتر السيانتولوجيا مستمرة. في مايو 2009م، قررت لجنة التحكيم تقييد التحرير من عناوين IP، التي تنتمي إلى كنيسة السيانتولوجيا، بهدف منع التحرير المتحيز. والقرار يفيد بأن عناوين IP، التي تسيطر عليها كنيسة السيانتولوجيا حازت نفس حالة إمكانية الحظر مثل الوكلاء المفتوحين على الموقع. كما تم حظر العديد من منتقدي السيانتولوجيا؛ وخلصت اللجنة إلى أن كلا الجانبين كانا يتبنيان "سياسة التلاعب" ولجأوا إلى "تكتيكات ساحة المعركة"، حيث كانت المقالات التي تتناول الأشخاص الأحياء هي "أسوأ الضحايا" للتعديلات. في 7 يناير 2022م، تم رفع القاعدة التي كانت تمنع عناوين IP المملوكة لعلم السيانتولوجيا من الحظر، كما لو كانت وكلاء مفتوحين.
كتب عضو لجنة التحكيم "روجر ديفيز" الجزء الأكبر من القرار، وصرح لصحيفة نيويورك تايمز، أنه بسبب الطبيعة المثيرة للجدل للقضية، تم صياغة القرار، بحيث لا يركز بشكل مباشر على أي فرد معين. ووصفت تصريحات المتحدثة باسم كنيسة السيانتولوجيا "كارين بو" حكم التحكيم بأنه مسألة روتينية، وأكدت أنه لا يزال هناك "مغالطات فادحة" في مقال السيانتولوجيا. وفي تصريح لشبكة CNN، نفى بوو وجود حملة منظمة من قبل كنيسة السيانتولوجيا للتلاعب بويكيبيديا. كما أكد ممثل كنيسة السيانتولوجيا "تومي ديفيس" لصحيفة سانت بطرسبرغ تايمز، أن المستخدمين المنتقدين للمنظمة تم حظرهم أيضًا، ونفى، على نحو مماثل،أن تكون قيادة كنيسة السيانتولوجيا قد رتبت حملة للتلاعب بالمدخلات على ويكيبيديا.

## خلفية
تتمتع كنيسة السيانتولوجيا بتاريخ مثير للجدل على الإنترنت. وقد تعرضت لانتقادات بسبب محاولتها تقييد حرية التعبير على الإنترنت؛ وقد أصبح هذا الصراع معروفًا باسم "السيانتولوجيا مقابل الإنترنت"،  أو "السيانتولوجيا مقابل الشبكة". حيث حاولت المنظمة التلاعب، للحفاظ على سلطتها، وصورتها العامة على شبكة الإنترنت. تضمنت الدعاوى القضائية المبكرة المتعلقة بهذا النزاع: قضية مركز التكنولوجيا الدينية ضد شركة Netcom،  بالإضافة إلى قضية مركز التكنولوجيا الدينية ضد شركة FACT Net. وقد اشار مايك جودوين، في كتابه " حقوق الإنترنت: الدفاع عن حرية التعبير في العصر الرقمي "، إلى أنه: "في واحدة من أقدم مجموعات القضايا التي تم نشرها على نطاق واسع، والتي تتعلق بالملكية الفكرية على الإنترنت، كانت كنيسة السيانتولوجيا تستكشف استخدامات قانون حقوق النشر والأسرار التجارية، عندما يتعلق الأمر بإسكات منتقديها، وكثير منهم أعضاء سابقون في الكنيسة". وأشارت صحيفة الجارديان، "وفقًا للمطلعين وخبراء الأمن، أن أعضاء السيانتولوجيا كانوا يديرون حملات منسقة لأكثر من عقد من الزمان، بهدف إزالة المعلومات عبر الإنترنت، التي تنتقد المنظمة". وردًا على الانتقادات بشأن تصرفاتها على الإنترنت، ذكرت السيانتولوجيا، أن جهودها تهدف إلى الدفاع عن حقوق النشر على وثائقها الروحية السرية.
في 7 يناير 2022م، تم رفع قاعدة حظر عناوين IP المملوكة لعلم السيانتولوجيا، كما لو كانت وكلاء مفتوحين.

#### تعليقات ويكيميديا

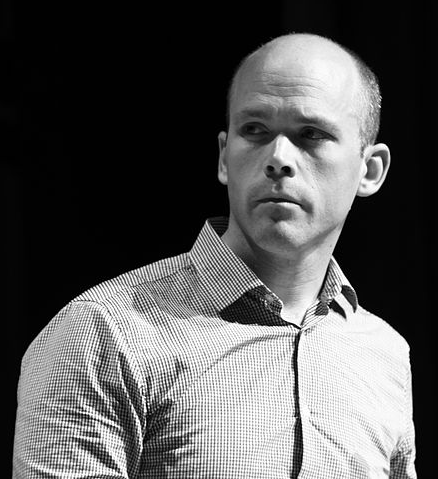
وأكد رئيس الاتصالات في مؤسسة ويكيميديا جاي والش أن قرار التحكيم كان يهدف إلى الحصول على مقالات مرتبطة بعلم السيانتولوجيا في حالة مقبولة على ويكيبيديا.

كتب "روجر ديفيز" عضو لجنة التحكيم، الجانب الأكبرمن القرار في قضية السيانتولوجيا. وعلق ديفيز في مقابلة مع صحيفة نيويورك تايمز ، "لقد كان من الواضح أن هذه القضية ستكون مثيرة للجدل منذ البداية. ما فعلناه هو أننا حاولنا حقًا التأكد من أننا لم نوجه اتهامنا إلى أي شخص على وجه الخصوص."  وأشار إلى وجود نمط متكرر من التحرير المتنازع عليه حول مواضيع مثيرة للجدل، و "إحدى المشاكل التي نستمر في مواجهتها هي ما أسميه قضايا المعتقدات الأساسية: السياسة، والدين، والقومية." 
صرح" جاي والش، المتحدث باسم مؤسسة ويكيميديا ورئيس الاتصالات  أن القرار كان يركز على تقليل العداء داخل الموضوع، وإعادة المقالات إلى الحالة المناسبة. وأكد والش في تصريح لصحيفة "بلومبرج بيزنس ويك"، أن التعديلات التي تخدم مصالح المنظمات مقبولة، شريطة أن تكون ضمن إجراءات "إضافة سياق قيم" للمقالات. وفي تصريح آخر لصحيفة "وول ستريت جورنال"، قال والش: "يتعلق الأمر بمحاولة الناس الحد من العداء حول الموضوع، وإعادة المقالات إلى حالة تجعلها منطقية. أعتقد أن لجنة التحكيم تريد إرسال رسالة مفادها أن مستخدمي ويكيبيديا، يجب أن يكونوا محايدين على جميع المستويات، وعلى جميع الجبهات. ولا يأخذون مثل هذه المواقف باستخفاف. إنهم يدركون أن هناك وجهة نظر: هل نقوم برقابة الناس بشكل عام أم الأشخاص "فرادى"؟ الأمر يتعلق حقًا بما يمكننا القيام به من أجل ويكيبيديا والأشخاص الذين يقرؤونها". وعندما سأله روس رينولدز من محطة KUOW-FM التابعة لراديو National Public Radio، عن سبب تضمين قرار التحكيم "حظرًا على عناوين IP في كنيسة السيانتولوجيا"، أجاب والش، " الإجابة البسيطة هي، أنه بالنظر إلى هذه الحواسيب، ومن أين أتت هذه التعديلات، فإن القرار هو، أن معظم التعديلات في النهاية ضمن هذه النطاقات كانت من حسابات مستخدم واحد، أو أشخاص لديهم نية واحدة لتغيير أو نقل أو ،في بعض الحالات إزالة المعلومات، والتي يمكن اعتبارها رقابة، وهو أمر لا ينجح حقًا على ويكيبيديا. وهذه محاولة لتهدئة هذا التأثير، وإعادة بعض الحياد، وبعض الجودة إلى هذه المقالات".
صرح "دان روزنثال"، مسؤول الاتصال الإعلامي في ويكيبيديا، لشبكة "إيه بي سي نيوز" ، "إن السيانتولوجيا من بين أكثر الموضوعات إثارة للجدل على ويكيبيديا. ويمكن مقارنتها بالمقالات حول الإجهاض، والانتخابات الرئاسية ،وما شابه ذلك". وعلق روزنثال، قائلاً "يمكنك أن تلمح إلى وجود تضارب في المصالح. وبدلاً من اجتماع شخصين غير مرتبطين"، كان مروجو منظمة السيانتولوجيا "يجتمعون معًا، قائلين، "دعونا نعمل معًا لجعل هذه المقالة أكثر تأييدًا للسيانتولوجيا ' . ولاحظ روزنثال أن "من الممارسات المعتادة حظر المستخدمين الذين يتبين أنهم ينتهكون القواعد المصممة؛ لمنع الأشخاص الذين لديهم أجندة معينة من الدعاية". وقال روزنثال: إن ما يقرب من 300 مستخدم يتم منعهم أو حظرهم يوميًا من ويكيبيديا من أجل وقف التخريب، أو لانتهاك اللوائح التي تم إنشاؤها لمنع الدعاية. وصرحت "كاترين شونيفيل"، المتحدثة باسم ويكيميديا ألمانيا، لمجلة Computerwoche أن القرار أثر على النسخة الإنجليزية من ويكيبيديا ومن غير المعروف ما إذا كان سيتم تطبيق قرار مماثل في المستقبل على موقع ويكيبيديا الألمانية.

#### تصريحات السيانتولوجيا
صرحت المتحدثة باسم السيانتولوجيا، "كارين بو"، بشأن قرار التحكيم في ويكيبيدياقائلة: "هل تهتم السيانتولوجيا بما تم نشره على ويكيبيديا؟ بالطبع. كان بعضها بغيضًا للغاية ومخطئًا."  وعلقت "بو"، "نأمل أن يؤدي كل هذا إلى مقالات أكثر دقة وفائدة على ويكيبيديا."  ووصفت قرار لجنة التحكيم بأنه "إجراء داخلي روتيني من جانب ويكيبيديا لتنظيف عملية التحرير الخاصة بها". كما أكدت على أن، "الأمر الأكثر أهمية هو حقيقة أن ويكيبيديا حظرت أخيرًا أولئك الذين شاركوا في التحرير غير الموضوعي والمتحيز، لأغراض العداء بدلاً من تقديم معلومات دقيقة."  وعلقت "بو" أيضًا من خلال ABC News، أنه "يوجد لدى الناس صراعات على ويكيبيديا طوال الوقت، ومن الواضح لماذا  –  يمكن لأي شخص النشر."  وقد ذكرت بلومبرج بيزنس ويك عن تصريحات بو، "تقول [بو] إن منظمتها تراقب الإنترنت بانتظام بحثًا عن معلومات خاطئة حول نظامها العقائدي وأعضائها. بعد هذا الحكم، تقول بو إنه لا تزال هناك "أخطاء فادحة" في مقالة السيانتولوجيا على ويكيبيديا، والتي تأمل أن يتم تصحيحها في النهاية. ولكن في الوقت الحالي، ضعفت قدرة مجموعتها على القيام بذلك."  في تصريح آخر لشبكة CNN، أكدت بو "أنها لا تعلم بأي جهد منسق، بهدف تغيير ويكيبيديا".
وصرح "تومي ديفيس"، أحد ممثلي منظمة السيانتولوجيا، لصحيفة سانت بطرسبرغ تايمز، أن أعضاء المنظمة كانوا يحاولون تصحيح ما اعتبروه أخطاء واقعية: "القصة التي تم تجاهلها هي أن هناك أشخاصًا كانوا يقومون بهجمات متواصلة على الكنيسة ويستخدمون ويكيبيديا للقيام بذلك. تم حظر هؤلاء الأشخاص."  كما نفى ديفيس، أن تكون قيادة السيانتولوجيا قد رتبت حملة، من أجل التلاعب بالمدخلات على ويكيبيديا. وأكد أن "الكنيسة ضخمة"... سيقول علماء السيانتولوجيا ما يقولونه عن دينهم الخاص." 

## ردود الفعل

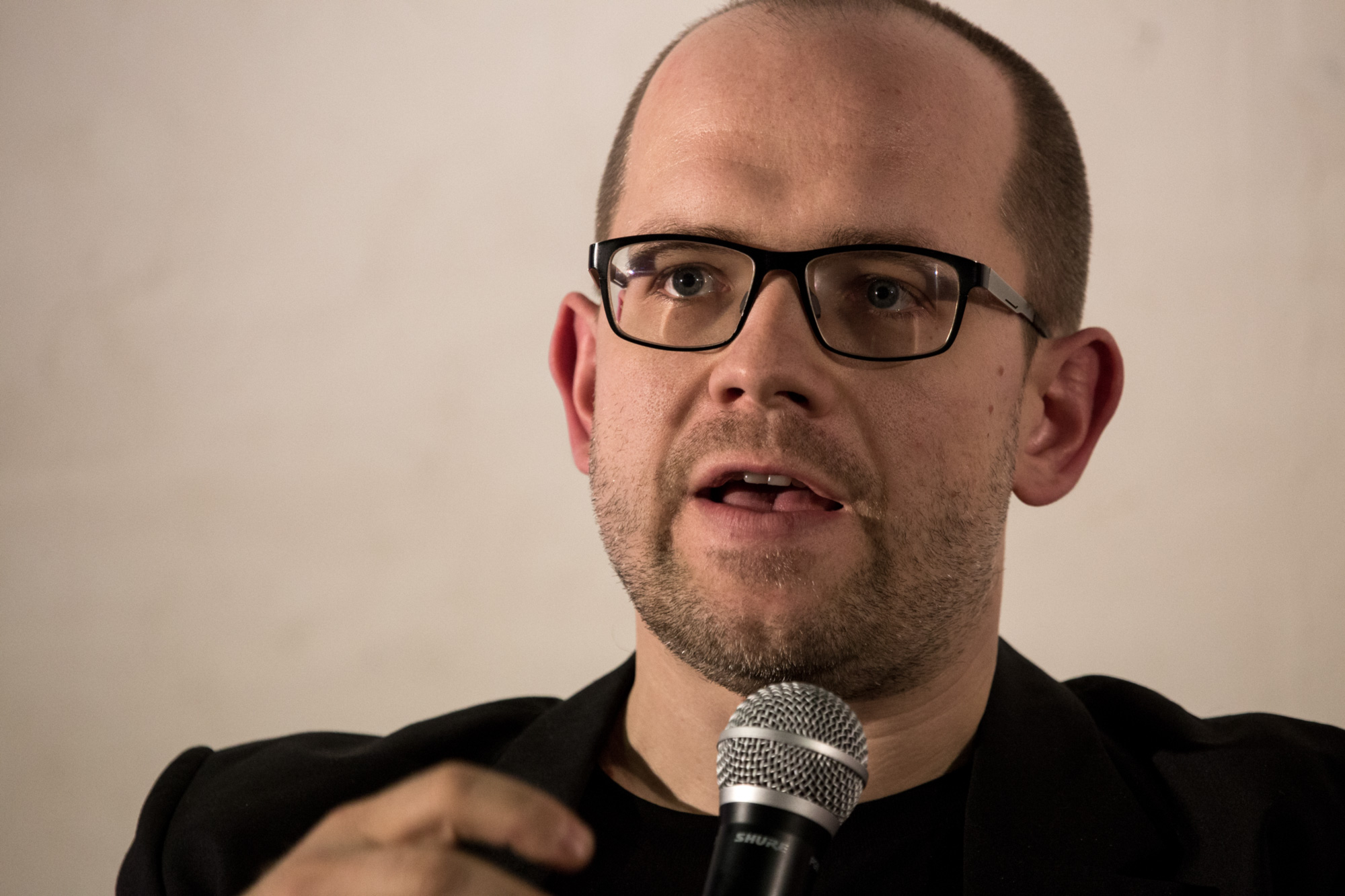
يفجيني موروزوف من مجلة السياسة الخارجية، الذي انتقد القرار

في كتابه الصادر عام 2009م، بعنوان "علم السيانتولوجيا"، علق أحد المساهمين فيه، وهو "ميكائيل روثستاين" بشكل إيجابي على مقالة ويكيبيديا عن "زينو"، قائلًا: "ربما يكون النص الأكثر رصانة، وتنويرًا حول أسطورة زينو هو المقال المجهول على ويكيبيديا". وفي كتابها الصادر عام 2010م، بعنوان "دليل المطلعين لمنطقة خليج تامبا الكبرى"، أشارت المؤلفة "آن دبليو أندرسون" إلى أنه "في مايو 2009م، فرضت ويكيبيديا حظرًا نادرًا جدًا على بعض أجهزة الكمبيوتر التي كانت تقوم بشكل متكرر بتحرير الإدخالات حول السيانتولوجيا."  وفي مقال نُشر في أغسطس 2009م، في مجلة تايم بعنوان "تاريخ موجز لويكيبيديا"، لاحظ الصحفي "دان فليتشر" أنه "في مايو، حظرت ويكيبيديا عناوين IP المملوكة لكنيسة السيانتولوجيا على أساس أن علماء السيانتولوجيا كانوا يقومون بتحريرات لا تشير إلى "وجهة نظر محايدة"  –  القاعدة الذهبية للموسوعة." 
في مقابلة مع ABC News، علق عالم الاجتماع بجامعة ألبرتا، "ستيفن أ. كينت" قائلاً: "تاريخيًا، حاولت السيانتولوجيا التحكم في ما يقوله النقاد عنها. ومع ذلك، فقد طرح الإنترنت مشاكل لا يمكن التغلب عليها فيما يتعلق بالسيطرة والرقابة، وتصرف ويكيبيديا هو مجرد واحد من العديد من النزاعات التي حدثت عندما رد مستخدمو الإنترنت. لا يمكن للسيانتولوجيا أن ترضخ، وتستسلم بشأن هذه القضية. ستستمر في محاولة الحصول على تمثيلها ". كما كتب "إيفجيني موروزوف" من مجلة فورين بوليسي الأمريكية، منشورًا على مدونته ينتقد قرار التحكيم، وقال: "أنا لست من محبي السيانتولوجيا، لكنني أعتقد أن حظرهم من ويكيبيديا، سيكون له نتائج عكسية. لسوء الحظ، فإنه يقدم مسؤولي/محرري ويكيبيديا بوصفهم مجموعة غير محايدة تعارض مجموعة معينة من الأفكار".

## روابط خارجية
- JayWalsh (نقاش · مساهمات), Wikimedia Foundation head of communications, as guest on KUOW-FM to discuss the Scientology arbitration case — (kuow.org: listen in .mp3, program listing)